# جورج إليوت (لاعب كرة قدم أسترالية)
جورج إليوت (بالإنجليزية: George Elliott)‏ هو لاعب كرة قدم أسترالية أسترالي، ولد في 1 يونيو 1885 في Charlton, Victoria ‏ في أستراليا، وتوفي في 25 سبتمبر 1917 في يبر في بلجيكا.

## وصلات خارجية
- جورج إليوت على موقع AustralianFootball.com (الإنجليزية)
- جورج إليوت على موقع AFLtables.com (الإنجليزية)